# Alpine, Kalifornien
Alpine är en ort (CDP) i San Diego County, i delstaten Kalifornien, USA. Enligt United States Census Bureau har orten en folkmängd på 14 236 invånare (2010) och en landarea på 69,4 km².